# Ordre de Logohu
L'ordre de Logohu est le princial ordre de la Papouasie-Nouvelle-Guinée. « Logohu » est un mot en motu qui signifie « oiseau du paradis », l'emblème national officiel du pays depuis son indépendance. L'ordre comprend quatre grades : grand compagnon de l'ordre de Logohu, officier de Logohu, membre de Logohu et médaille nationale de Logohu.

## Ordre de préséance
| Inférieur                               | Grade de l'ordre de Logohu   | Supérieur                          |
| --------------------------------------- | ---------------------------- | ---------------------------------- |
| Compagnon de l'Étoile de Mélanésie      | Grand compagnon de Logohu    | Croix de la Valeur                 |
| Membre de Logohu                        | Officier de Logohu           | Compagnon de l'Étoile de Mélanésie |
| Médaille nationale de Logohu            | Membre de Logohu             | Officier de Logohu                 |
| Médaille de la Croix du Service Médical | Médaille nationale de Logohu | Membre de Logohu                   |

## Grands compagnons de l'ordre
La distinction de grand compagnon de l'ordre ne peut être accordée qu'à cinquante personnes vivantes au maximum, et reconnaît un service distingué rendu à la Papouasie-Nouvelle-Guinée ou à l'humanité depuis, en principe, au moins vingt ans. Les grands compagnons de l'ordre de Logohu reçoivent le titre de « chef ». Le gouverneur général, en tant que représentant du roi de la Papouasie-Nouvelle-Guinée qui est le fons honorum de l'ordre, a le titre de « grand chef » tant qu'il est en fonction. Le titre de « grand chef » peut également être attribué à, au maximum, une seule autre personne vivante parmi les grands compagnons de l'ordre. Sir Michael Somare, le « père de la nation », est ainsi le seul « grand chef » autre que le gouverneur général, de 2005 jusqu'à sa mort en 2021,.

### Récipiendaires papou-néo-guinéens
Autres que les gouverneurs généraux en exercice, qui sont successivement grand compagnon de l'ordre ex officio :
- Sir Michael Somare, « grand chef » (2005)
- Dame Josephine Abaijah (2005)
- Sir Julius Chan (2005)
- Sir Tore Lokoloko (2005)
- John Momis (2005)

### Récipiendaires membres de la famille royale
- Le prince Philip, duc d'Édimbourg (2005)[1]
- Le prince Charles, prince de Galles (2005)[1]
- La princesse Anne (2005)[1]

### Récipiendaires honorifiques, étrangers
- Le major-général Michael Jeffery, gouverneur général d'Australie (2005)[1]
- Gough Whitlam, ancien Premier ministre d'Australie (2005)[1]
- Bill Clinton, président des États-Unis (2006)[1]
- Andrew Peacock, ancien ministre australien des Affaires étrangères (2006)[1]
- Bob Hawke, ancien Premier ministre d'Australie (2009)[1]
- Susilo Bambang Yudhoyono, président de l'Indonésie (2009)[1]
- Manasseh Sogavare, Premier ministre des Îles Salomon  (2023)[3]
- Narendra Modi, Premier ministre de l'Inde (2023)[3]